# 서울 화주당 무신도
화주당 무신도(化主堂 巫神圖)는 서울특별시 은평구 샤머니즘박물관에 있는 무신도이다. 2019년 2월 14일 서울특별시의 민속문화재 제37호로 지정되었다.

## 지정 사유
화주당은 강남구 삼성동에 있던 서울의 굿당. 대상 무신도들은 각각 수준에 따라 가치에 차이가 있을 수 있으나, 화주당이라는 동일한 공간에서 오랫동안 신앙대상으로 존재해왔다는 점, 화주당이라는 서울 무속역사의 중요한 당의 유물이라는 점, 제작 시기가 비슷한 유물임에 몇 점만을 지정하게 되면 지정 유물과 비지정 유물의 혼동 및 전승의 혼란이 일 수 있다는 점 등을 고려하여 일괄로 지정한다.

## 조사보고서
화주당은 강남구 삼성동에 있던 서울의 굿당으로, 일찍부터 존재한 것으로 추정된다. 서울의 무가에 '물 건너 화주당'이라고 구송될 정도로 서울 무속에서는 중요한 당으로 인식되었다.
강남이 개발되기 이전에 화주당에서는 ‘사혼굿-영혼결혼식’이 많이 연행되었다. 귀신은 물을 건너지 못한다는 속신이 있어 이곳에서 사혼굿을 연행한 후 나룻배를 타고 강을 건너면 뒤탈이 없다고 믿었던 것이다.
아울러 화주당은 남한산성 축성을 담당했던 이서의 억울한 죽음과 관련이 있다. 축성 도중 모함에 걸린 이서는 처형을 당했는데 처형 당시 '내가 죽는 순간 매가 날아오면 무죄이고 매가 오지 않으면 유죄임을 알리다.'고 했는데 과연 죽을 무렵 매가 날아와 지켜보았다. 이를 기리기 위하여 화주당이 세워졌고 이서를 민중들은 이회로 부르면서 그를 모셨다. 그와 함께 이회장군의 무신도와 송씨 부인(이회 장군 큰 마님)과 유씨 부인(이회 장군작은 마님)을 비롯하여 여러 신령의 무신도를 봉안하였다.
화주당에는 무신도와 함께 중건기가 걸려있었는데 1902년에 당이 중건되었음이 기록되어 있다. 원래 당의 위치는 이곳에서 20미터 정도 떨어진 곳이었다고 한다. 1970년대까지 무당들이 찾아와 굿을 하던 굿당이었는데 그 후 찾는 이가 드물어 굿당이 필요한 무당들이 드물게 찾았고, 19 0년대 이후는 거의 굿이 없어 문을 열지 않는 날이 많았다.
그러다가 2016년 서울특별시 용역 <서울 무신도 전수 조사 및 활용계획 수립>의 일환으로 조사가 진행되어 무신도 전체를 전수 조사하였다. 이 사업 보고서에 의거 동대문구 전농동부군당 무신도, 성동구 행당동 아기씨당 무군도, 마포구 당인리부군당 무신도, 강남구 삼성동 화주당 무신도, 성동구 왕십리동 수풀당 무신도, 장충동 성제묘와 방산시장 성제묘 봉안 무신도 일체의 지정 가치가 높다고 하여 서울특별시에 문화재(유형부문) 지정을 추진하였는데 그 과정에서 강남구 삼성동 화주당과 성동구 왕십리동 수풀당 무신도는 소유주가 문화재 지정심사를 막판에 거부하여 심사가 이루어지지 않았고 나머 5점은 서울특별시 유형문화재와 민속문화재로 지정된 바 있다.
이후 화주당은 2017년 매매가 이루어지면서 철거의 위기에 직면하자 화주당에 악사로 오랫동안 드나들던 한상기의 중개에 의해 무신도 일체가 샤머니즘박물관장에 양도되었고, 서울특별시에 문화재 지정을 신청하게 된 것이다. 강남구 화주당 무신도 일체가 문화재 조사 대상이 된 것은 서울 무속의 역사에서 중요한 위상을 차지하고 있는 화주당의 유물이 보존될 기회를 가지게 되었다는 측면과 함께 지금은 사라진 화주당의 위상과 의미가 또 다른 방법으로 전승될 수 있는 기회가 되었다는 점에서 의미가 크다.
화주당 무신도는 모두 19점(지정 신청16점 + 미신청 3점)이 봉안되어 있는데 지정 신청한 무신도는 도상이나 채색으로 보아 네 유형으로 묶을 수 있다. 이렇게 부류가 다른것은 화주당이 가지고 있는 특수성 때문이다.
서울지역에는 무당이 무신도를 봉안하다가 죽게 되면 태우거나 땅에 묻는 것이 일반적이지만, 자신이 다니는 당에 무신도를 위탁 봉안하기도 한다. 서대문구 인왕산에 있는 국사당에는 여러 부류의 무신도가 다수 봉안되어 있어 이러한 실상을 알 수 있다. 화주당 역시 서울시의 여러 무속인들이 다니던 굿당이었기 때문에 무신도가 여러 차례 위탁 봉안되었을 가능성이 있다. 또는 화주당이 전승되면서 서로 다른 계통의 무신도를 자발적으로 봉안했을 가능성도 있지만 단언할 수는 없다.
| A | 20세기초반에 전문적인 화가가 그린 것으로 추정되며 견본채색된 것들이다. 화주당 무신도 중에서 가장 가치가 높다.                                                                                                 | 이회장군(또는 매대왕신), 송씨부인(이회장군 큰마님), 유씨부인(이회장군 작은마님), 곽박선생(또는 곽곽선생), 용장군, 칠성, 삼불제석, 장군(오방신장) | 8점 |
| B | 본이 없이 종이에 그려진 것으로 A유형보다는 수준은 떨어지나 제작 시기는 20세기 초반으로 추정한다. | 사신할아버지, 원당대신할머니, 원당대신할아버지, 임씨 대신할머니,                                                                                 | 4점 |
| C | B 유형과 같은 시기지만 화격이 떨어진다.                                                          | 박씨 대신할머니, 대신할머니1, 대신할머니2 | 3점 |
| D | 채색되지 않고 윤곽만 뚜렷하게 비단에 그린 것으로 완성되지 않은 느낌을 주기도 한다.               | 엄씨 할머니 | 1점 |

이외 화주당에는 산신, 서낭, 사신 등 3점이 있으나 1950년대 이후에 제작된 것이어서 신청 대상은 아니다.
이번에 지정 신청을 한 A, B, C, D 네 유형은 수준이 달라 그 문화재(유형 부문)로서의 가치가 다를 수 있다. 하지만 모두 화주당이라는 동일한 공간에서 오랫동안 신앙 대상으로 존재해왔다는 점, 화주당이라는 서울 무속 역사의 중요한 당의 유물이라는 점, 제작 시기가 비슷한 유물임에 몇 점만을 지정하게 되면 지정 유물과 비지정 유물의 혼동 및 전승의 혼란이 일 수 있다는 점 등을 고려할 때 일괄로 지정하는 것이 타당하다고 판단한다.

## 참고 문헌
- 서울 화주당 무신도 - 국가유산청 국가유산포털